# Burlington (Pennsilvània)
Burlington és una població dels Estats Units a l'estat de Pennsilvània. Segons el cens del 2000 tenia 182 habitants.

## Demografia
Segons el cens del 2000, Burlington tenia 182 habitants, 62 habitatges, i 43 famílies. La densitat de població era de 117,1 habitants per quilòmetre quadrat.
Dels 62 habitatges en un 35,5% hi vivien nens de menys de 18 anys, en un 54,8% hi vivien parelles casades, en un 11,3% dones solteres, i en un 30,6% no eren unitats familiars. En el 25,8% dels habitatges hi vivien persones soles el 9,7% de les quals corresponia a persones de 65 anys o més que vivien soles. El nombre mitjà de persones vivint en cada habitatge era de 2,94 i el nombre mitjà de persones que vivien en cada família era de 3,44.
Per edats la població es repartia de la següent manera: un 27,5% tenia menys de 18 anys, un 7,1% entre 18 i 24, un 27,5% entre 25 i 44, un 22% de 45 a 60 i un 15,9% 65 anys o més.
L'edat mediana era de 34 anys. Per cada 100 dones de 18 o més anys hi havia 112,9 homes.
La renda mediana per habitatge era de 36.250 $ i la renda mediana per família de 33.750 $. Els homes tenien una renda mediana de 28.542 $ mentre que les dones 17.500 $. La renda per capita de la població era de 15.951 $. Entorn del 10,9% de les famílies i el 14,8% de la població estaven per davall del llindar de pobresa.

## Poblacions més properes
El següent diagrama mostra les poblacions més properes.